# Плешан Бэрда
Плешан Бэрда, или гладкоголов Бэрда, или алепоцефалюс Бэрда (лат. Alepocephalus bairdii) — вид морских лучепёрых рыб из семейства гладкоголовых (Alepocephalidae). Распространены в северной части Атлантического океана. Видовое название дано в честь американского зоолога Спенсера Фуллертона Бэйрда.

## Описание
Тело вытянутое, несколько сжато с боков, покрыто легкоопадающей циклоидной чешуёй. Чешуя крупная, продолговатой формы. Небольшая голова конической формы с коротким рылом, без чешуи. Глаза большие, их диаметр равен длине рыла. Верхняя челюсть не доходит до перпендикуляра, проходящего через задний край глаза. Мелкие зубы расположены в один ряд. Спинной плавник сдвинут к хвостовой части тела, короткий, с 18—22 мягкими лучами. Анальный плавник также короткий, с 21—25 мягкими лучами, длина его основания несколько больше основания спинного плавника. В боковой линии 62—70 чешуй. На первой жаберной дуге 26—27 жаберных тычинок. Тело окрашено в светло- или тёмно-коричневый цвет. Голова чёрная с синим отливом.
Максимальная длина тела 1 м, обычно 50—70 см. Масса тела достигает 5 кг. Продолжительность жизни до 38 лет.

## Биология
Плешаны Брэда являются морскими глубоководными придонными рыбами. Обитают на глубине от 365 до 2300 м. Держатся в 5—8-метровом слое под скоплениями макропланктона над илистыми и песчаными грунтами. Образуют довольно большие скопления. Наблюдаются онтогенетические миграции, более крупные особи обитают во всём диапазоне глубин, характерных для вида, с максимальной концентрацией на глубине около 1000 м. Неполовозрелые особи длиной менее 49 см отмечаются на глубине около 800 м.

### Питание
Основу рациона крупных особей плешана Бэрда составляют гребневики и медузы, а также в меньшей степени декаподы, глубоководные рыбы и оболочники. Бентосные организмы в питании отсутствуют.

### Размножение
Самки впервые созревают при длине тела 55 см в возрасте 15 лет. У мелких самок (<73 см) отмечается пропуск нереста в отдельные годы, более крупные особи нерестятся ежегодно. Половозрелые особи встречаются круглый год, основной нерест наблюдается в период с января до апреля. Созревание ооцитов в популяции не синхронное. Нерест порционный. Общая годовая плодовитость варьируется в пределах 115—160 тысяч икринок, в каждой порции икры от 458 до 7049 ооцитов. Наблюдается увеличение продолжительности нерестового периода и снижение синхронности созревания с увеличением глубины батиметрического распределения. Икра крупная, диаметром 4—4,5 мм, от беловатого до светло-оранжевого цвета. Развитие икры и личинок происходит в толще воды.

## Распространение
В центрально-восточной и северо-восточной частях Атлантического океана гладкоголовы Бэрда распространены от Мадейры и Марокко до Исландии и Гренландии. Отсутствуют в Северном море и у побережья Норвегии. В северо-западной части Атлантического океана ареал простирается до Большой Ньюфаундлендской банки.

## Хозяйственное значение
Объект промышленного лова. Промысел ведётся у побережья Северо-Западной Африки и северо-восточной Атлантике. Ловят преимущественно разноглубинными тралами. Мясо сильно оводнённое, содержит 2 % жира. Крупная икра по вкусу слегка напоминает лососёвую, но содержание в ней белка всего 12 %.
В обиходе применительно к гладкоголову Бэрда используется название «талисман», хотя талисмании (Talismania) — другой род семейства Alepocephalidae. 